# Бруси-Вибудоване
Бруси-Вибудоване (пол. Brusy-Wybudowanie) — село в Польщі, у гміні Бруси Хойницького повіту Поморського воєводства.
У 1975-1998 роках село належало до Бидгощського воєводства.